# Stephen Weston
Stephen Weston (1747 – 1830) è stato un antiquario, presbitero e letterato inglese.
Weston ricoprì un ruolo importante nella traduzione della Stele di Rosetta, presentando i suoi lavori alla Society of Antiquaries of London nel mese di aprile 1811. Pubblicò anche molti appunti di viaggio, annotazioni a testi classici, appunti su Shakespeare, discussioni scritturali e traduzioni dall'arabo, cinese e persiano.
Weston studiò a Blundell, all'Eton College e all'Exeter College di Oxford.